# Andalusiër (kip)

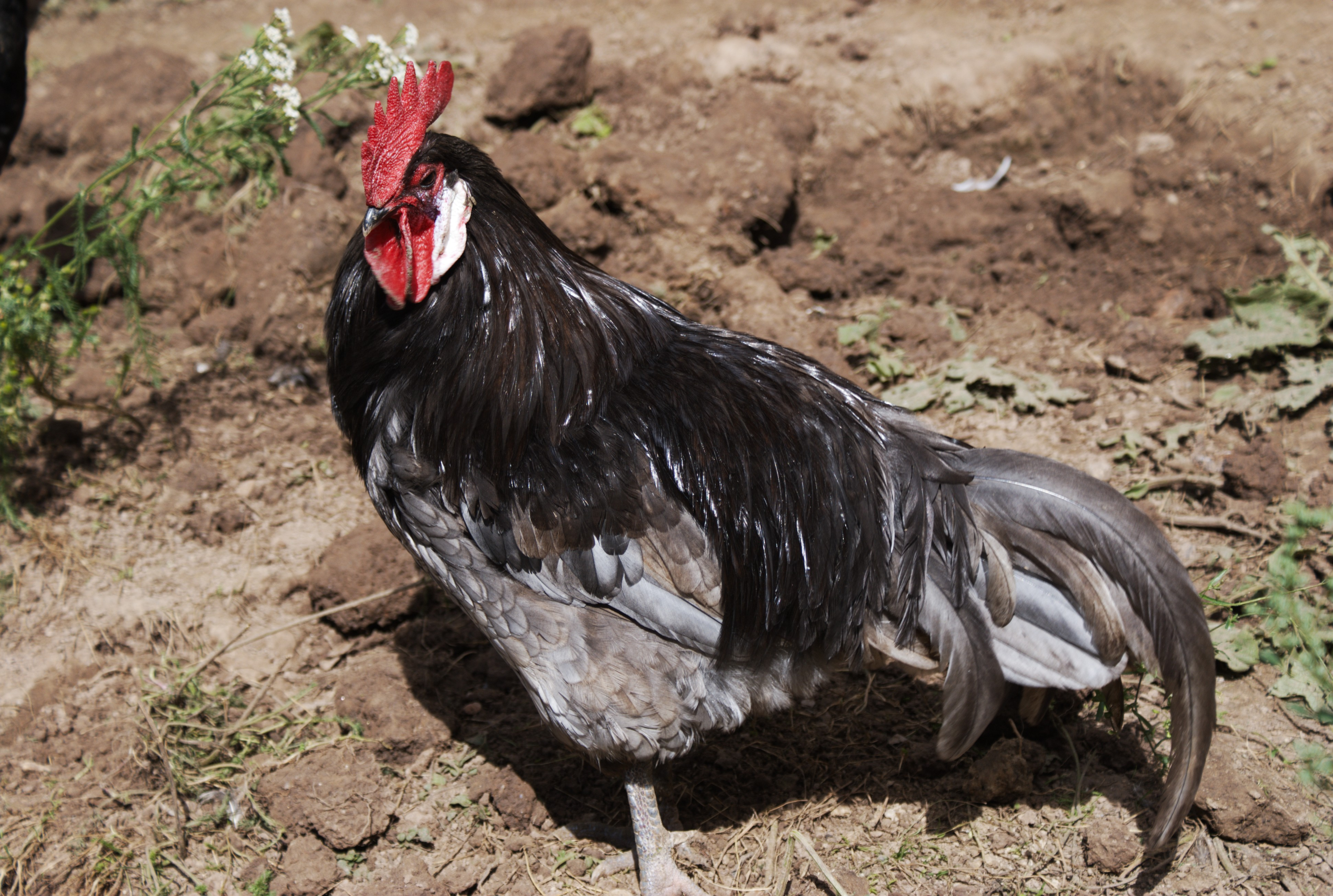
Haan

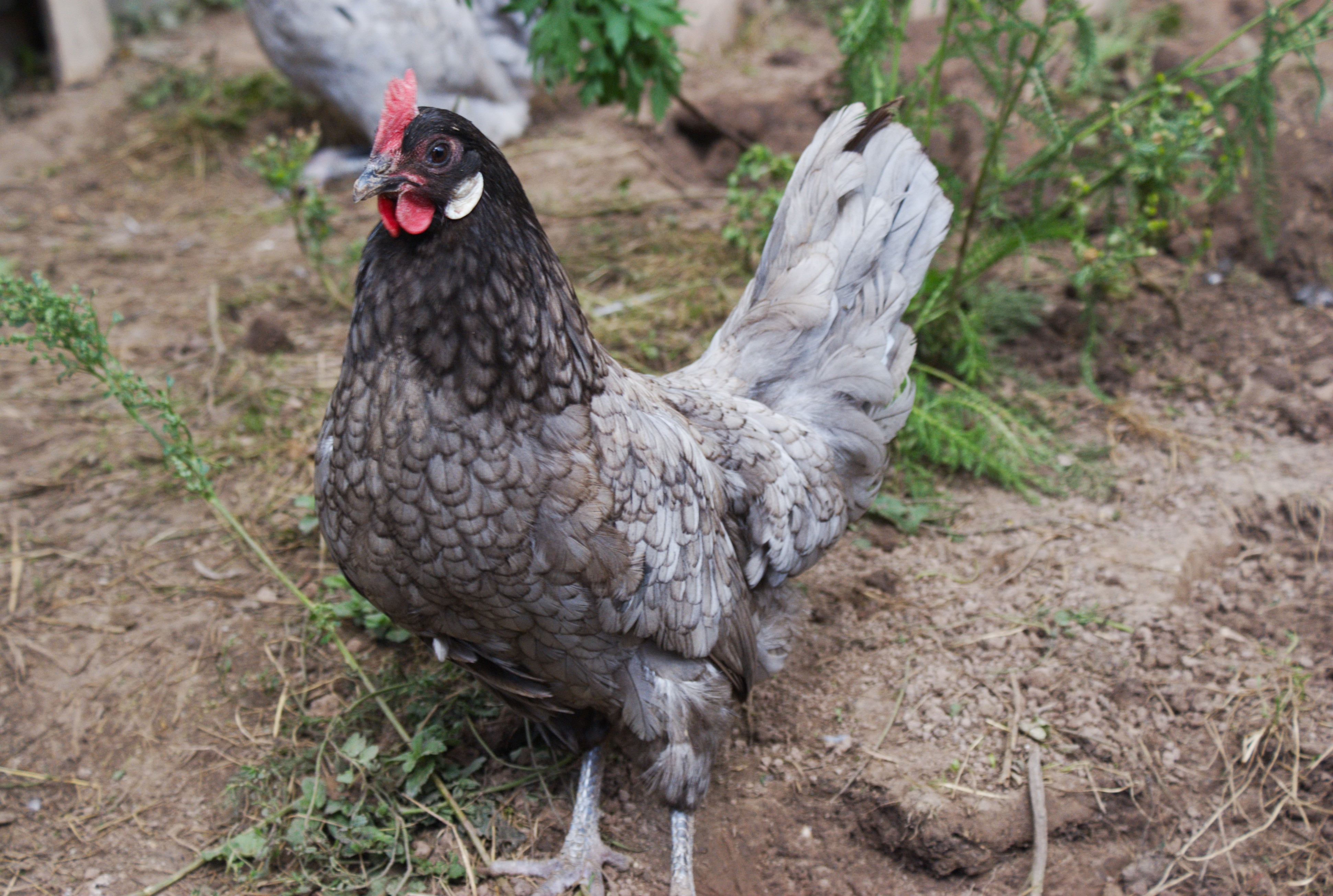
Hen

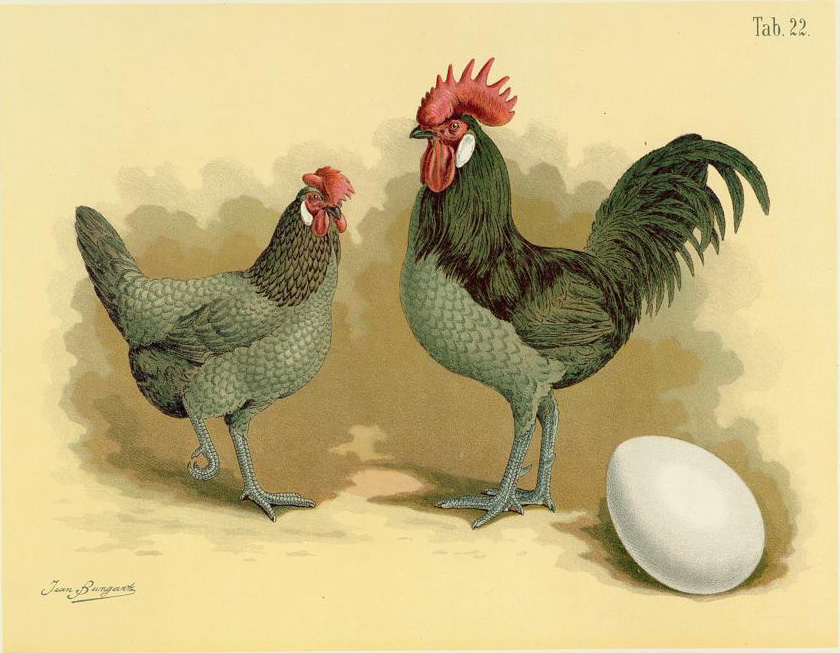
Historische afbeelding van Jean Bungartz, 1885

Het kippenras Andalusiër komt oorspronkelijk uit Spanje. Dit in tegenstelling tot de Andalusiër kriel die haar oorsprong vindt in Nederland in de provincie Gelderland. De kriel van dit ras wordt niet in groten getale gefokt, dit maakt de mogelijkheid tot uitwisseling klein.

## Uiterlijk
De Andalusiërhen heeft een hangkam. Zowel hen als haan hebben witte oorlellen en leiblauwe benen. De enige erkende kleurslag is gezoomd blauw.

## Eigenschappen
De Andalusiër valt zowel onder de leg- als sierrassen. Het is een levendig en temperamentvol ras.
| Eigenschap    | Haan     | Hen      |
| ------------- | -------- | -------- |
| Gewicht (g)   | ca. 3250 | ca. 2500 |
| Ringmaat (mm) | 18       | 16       |

| Eieren              | Eieren |
| ------------------- | ------ |
| Aantal eieren (p/j) | 185    |
| Gewicht van ei (g)  | 63     |
| Kleur               | wit    |

## Kriel
De kriel valt onder de sierrassen. Het is een levendig en temperamentvol ras. Broedsheid komt bij de krieltjes nauwelijks voor.
| Eigenschap    | Haan    | Hen     |
| ------------- | ------- | ------- |
| Gewicht (g)   | ca. 900 | ca. 800 |
| Ringmaat (mm) | 13      | 11      |

| Eieren              | Eieren |
| ------------------- | ------ |
| Aantal eieren (p/j) | 120    |
| Gewicht van ei (g)  | 42     |
| Kleur               | wit    |